# Leander (imię)
Leander – zlatynizowane imię męskie pochodzenia greckiego. Wywodzi się ze złożenia słów leon - „lew” i andros - „człowiek”. Jego patronem jest święty Leander, biskup Sewilli.
Leander imieniny obchodzi 27 lutego i 13 marca.

## Osoby o imieniu Leander
- Leandro Trossard – piłkarz reprezentacji Belgii i Arsenalu Londyn
- Leandro Faggin (1933–1970) – włoski kolarz torowy i szosowy, dwukrotny złoty medalista olimpijski
- Leandro Fonseca (ur. 1975) – piłkarz brazylijski grający na pozycji napastnika
- Jakub Burbon, właśc. Jaime Pío Juan Carlos Bienvenido Sansón Pelayo Hermenegildo Recaredo Álvaro Fernando Gonzalo Alfonso María de los Dolores Enrique Luis Roberto Francisco Ramiro José Joaquín Isidro Leandro Miguel Gabriel Rafael Pedro Benito Felipe de Borbón y de Borbón-Parma — książę Madrytu i Andegawenii.